# لجنة سلامة المنتجات الاستهلاكية
تُعد لجنة سلامة المنتجات الاستهلاكية الأمريكية (USCPSC أو CPSC) وكالة مستقلة تابعة لحكومة الولايات المتحدة. حيث تسعى اللجنة إلى تعزيز سلامة المنتجات الاستهلاكية من خلال معالجة "المخاطر غير المعقولة للإصابة" (من خلال تنسيق عمليات الاسترداد، وتقييم المنتجات الأكثر شكوى من المستهلكين إلى جانب تقارير الصناعة، وما إلى ذلك). مع تطوير معايير سلامة موحدة -بعضها إلزامي، وبعضها من خلال عملية معايير طوعية-وإجراء البحوث حول الأمراض والإصابات المرتبطة بالمنتج.  تحاول اللجنة جزئيًا -نظرًا لصغر حجمها- التنسيق مع أطراف خارجية -بما في ذلك الشركات ودعاة المستهلك- للاستفادة من الموارد والخبرات لتحقيق النتائج التي تعزز سلامة المستهلك.
أُنشئت الوكالة في عام 1972 من خلال قانون سلامة المنتجات الاستهلاكية. وتقدم الوكالة تقاريرها إلى الكونغرس والرئيس الأمريكي، مع ذلك هي ليست جزءًا من أي إدارة أو وكالة أخرى في الحكومة الفيدرالية.  وللجنة خمسة مفوضين، يُرشحون من قبل الرئيس ويؤكدون من قبل مجلس الشيوخ لفترات متداخلة مدتها سبع سنوات.  تاريخيًا، كان تُشّغل اللجنة غالبًا بواسطة ثلاثة مفوضين أو أقل. لكن منذ عام 2009 ترأس الوكالة بشكل عام خمسة مفوضين، يعمل أحدهم كرئيس. وفي هذا الصدد وضع المفوضون سياسة اللجنة. 
يُذكر أن المقر الرئيسي للجنة يتواجد في بيثيسدا، ماريلاند.